# Преди залез
„Преди залез“ (на английски: Before Sunset) е американска романтична драма от 2004 г. и продължение на „Преди изгрев“ (1995). Режисьор е Ричард Линклейтър, който режисира и първия филм. Сценарият е на Линклейтър, Итън Хоук и Жули Делпи, а сюжетът е на Линклейтър и Ким Кризън.
Филмът продължава историята на младия американец Джеси (Хоук) и французойката Селин (Делпи), които прекарват една страстна нощ във Виена. Пътищата им се пресичат девет години по-късно в Париж и двамата прекарват един следобед заедно.

## В България
На 11 август 2012 г. филмът е излъчен по bTV с български дублаж за телевизията.
| Озвучаващи артисти  | Йорданка Илова Даниел Цочев Светломир Радев |
| Преводач            | Кати Бобева                                 |
| Тонрежисьор         | София Лъкова                                |
| Режисьор на дублажа | Чавдар Монов                                |